# Лупій Ярослав Васильович
Лупій Ярослав Васильович (нар. 2 червня 1946, с. Нова Кам'янка) — радянський та український кінорежисер та сценарист. Лауреат Республіканської премії ЦК ЛКСМ України ім. М. Островського (1979). Народний артист України (2004), кавалер ордена «За заслуги» III ступеня.

## Життєпис
Народився 2 червня 1946 року в селі Нова Кам'янка Жовківського району Львівської області (нині Львівський район) у селянській родині, яку за участь у визвольних змаганнях було заслано в Сибір. Молодший брат письменника Олеся Лупія та першого директора Львівського історико-культурного музею-заповідника «Личаківський цвинтар» Григорія Лупія. Закінчив режисерський факультет Київського державного інституту театрального мистецтва ім. І. Карпенка-Карого (1971).
З 1971 року — режисер Одеської кіностудії художніх фільмів. Очолює студію «Благовість». Член Національної спілки кінематографістів України.

## Фільмографія
- «Любі мої» (1975, Головний приз «Робітничої газети» та Диплом III Республіканського кінофестивалю «Людина праці на екрані», Жданов)
- «В степу під Одесою» (1976, т/ф)
- «Ми разом, мамо» (1976, т/ф)
- «Хліб дитинства мого» (1977. Республіканська премія ЦК ЛКСМ України ім. М. Островського, 1979; Приз і диплом журі XI Всесоюзного кінофестивалю, Єреван, 1978)
- «Багряні береги» (1979)
- «Сто радощів, або Книга великих відкриттів» (1981. Приз ЦК ЛКСМУ Естонії XV Всесоюзного кінофестивалю, Таллінн, 1982)
- «І повториться все...» (1984)
- «Данило — князь Галицький» (1987, співавт. сцен.)
- «Поза межами болю» (1989, т/ф, співавт. сцен., за мотивами однойменної повісті О. Турянського)
- «Люди з номерами» (1991)
- «Секретний ешелон» (1993)
- «Партитура на могильному камені» (1995)
- «На полі крові. Aceldama» (2001, Приз "За зображальне рішення кінофестивалю «Бригантина», Бердянськ, 2002)
- «Секонд-хенд» (2004)